# Norman Taber
Norman Stephen Taber (ur. 3 września 1891 w Providence, zm. 15 lipca 1952 w Orange) – amerykański lekkoatleta specjalizujący się w biegach średniodystansowych, dwukrotny medalista olimpijski.

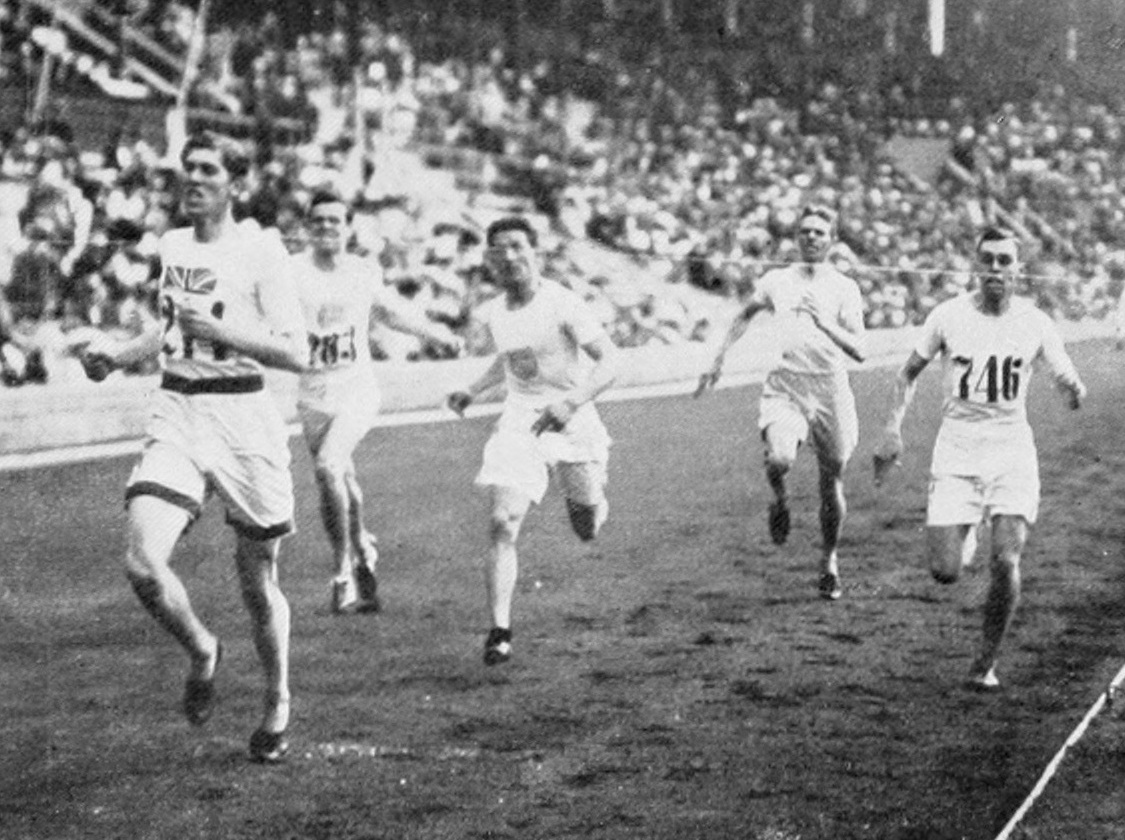
Finał biegu na 1500 m podczas olimpiady w Sztokholmie (1912), pierwszy z prawej: Norman Taber.

Pierwszy sukces odniósł w 1910, zdobywając brązowy medal mistrzostw federacji IC4A (ang. Intercollegiate Association of Amateur Athletes of America) w biegu na 1 milę. W 1912 uczestniczył w letnich igrzyskach olimpijskich w Sztokholmie, zdobywając dwa medale: złoty (w biegu drużynowym na dystansie 3000 metrów) oraz brązowy (w biegu na 1500 metrów). W 1913 zwyciężył w mistrzostwach Stanów Zjednoczonych w biegu na 1500 metrów. 16 lipca 1915 w Cambridge ustanowił wynikiem 4:12,6 rekord świata w biegu na 1 milę, który pobity został 23 sierpnia 1923 w Sztokholmie przez Paavo Nurmiego.
Po ukończeniu Uniwersytetu Browna założył własną firmę i pracował jako ekspert ds. finansowania inwestycji komunalnych.
Rekordy życiowe:
- bieg na 880 jardów – 1:55,6 – 1913
- bieg na 1500 metrów – 3:55,0 – 1915
- bieg na milę – 4:12,6 – Cambridge 16.07.1915